# Zalokot, Drohobîci
Zalokot (în ucraineană Залокоть) este o comună în raionul Drohobîci, regiunea Liov, Ucraina, formată numai din satul de reședință.

## Demografie
Componența lingvistică a comunei Zalokot
     Ucraineană (100%)
Conform recensământului din 2001, toată populația comunei Zalokot era vorbitoare de ucraineană (100%).